# تشيكوبو
تشيكوبو (باليابانية: 竹生島) هي جزيرة صغيرة تقع في شمال بحيرة بيوا. تبلغ مساحتها 2 كلم مربع فقط وهي ثاني أكبر جزيرة في البحيرة. الجزيرة هي جزء من معالم اليابان كموقع علمي وتاريخي. وهي أيضاً جزء من مدينة ناغاهاما في محافظة شيغا.